# Düsseldorfer Sport-Club 1899 e.V.
Düsseldorfer Sport-Club 1899 e.V. é uma agremiação esportiva alemã, fundada a 20 de setembro de 1899, sediada em Düsseldorf, na Renânia do Norte-Vestfália.
O clube comporta vários departamentos esportivos. Foi dividido em duas grande alas. O futebol e o hóquei se juntaram à Windscheidstrasse. Já o atletismo, o handebol, o squash, o tênis e o vôlei estão na Diepenstrasse.

## História
Foi fundado em 1899 sob a apelação de Düsseldorfer FC 1899. Em 1907, conquista o título de campeão da Alemanha Ocidental. O título lhe permitiu de tomar parte da fase final do campeonato nacional. Na primeira fase, no campo do Duisburger SpV, foi secamente eliminado pelo SC Victoria Hamburg ao perder por 8 a 1. 
O clube se desenvolveu e criou novas seções esportivas. Em 1912, adapta seu nome se tornando Düsseldorfer Sport-Club 1899. O estádio do DSC 1899 abrigou a final do campeonato nacional, em 1921, na qual o 1. FC Nürnberg bateu por 5 a 0 o Berliner FC Vorwärts.
Na véspera da temporada 1944-1945, o DSC se associou ao seu rival local, o Fortuna Düsseldorf, para formar uma associação esportiva de guerra na Alemanha, Kriegspielgemeinschaft – KSG. Mas, o KSG Düsseldorf praticamente não atuou em campo em razão da evolução da Segunda Guerra Mundial e a consequente paralisação das competições esportivas.
Em 1945, o clube foi dissolvido pelos aliados, como todas as associações alemãs, de acordo com a Diretiva n° 23. Porém, foi rapidamente reconstituído.
Às vésperas da temporada 1955-1956, o Düsseldorfer SC 1899 chegou à Landesliga Niederrhein, na época o terceiro nível da hierarquia, atrás da Oberliga West e a 2. Oberliga West. Mas essa liga repartida em 3 grupos foi reunida em uma só série, renomeada Verbandsliga Niederrhein para a temporada seguinte. 14° colocado entre 16 participantes no Grupo 1, o DSC 1899 foi rebaixado.
O time volta à Verbandsliga Niederrhein entre 1956 e 1960. Após duas temporadas sofreu o descenso. O Düsseldorfer SC retorna em 1964 e obtém o 3° lugar no ano seguinte. A equipe permanece no mesmo nível até 1971.
Ao término da temporada 1973-1974, o DSC reintegra a Verbandsliga Niederrhein, mas sua estada não durou mais do que dois anos. O time ainda participa da mesma liga, então tornada nível 4, na temporada 1983-1984.

## Títulos
- Campeão da Alemanha Ocidental: 1907;
- Campeão da Landesliga Niederrhein, Grupo 1: 1974;